# Констанце Клостергальфен
Констанце Клостергальфен (нім. Konstanze Klosterhalfen, нар. 18 лютого 1997) — німецька легкоатлетка, яка спеціалізується в бігу на середні та довгі дистанції, чемпіонка та призерка європейських першостей у різних вікових категоріях. Учасниця Олімпійських ігор (2016).
На чемпіонаті світу-2019 здобула «бронзу» на дистанції 5000 метрів.
27 лютого 2020 на змаганнях «Boston University Last Chance Invitational» в Бостоні встановила новий рекорд Європи з бігу на 5000 метрів у приміщенні (14.30,79), перевершивши попереднє досягнення Габріели Сабо, встановлене у 1999 (14.47,35).